# Libor Holík
Libor Holík (* 12. května 1998) je český profesionální fotbalista, který hraje na pozici pravého obránce za Slovenský klub Spartak Trnava Je také bývalým českým mládežnickým reprezentantem.

## Klubová kariéra

### Slavia Praha
Holík je odchovancem Slovácka, v roce 2015 přešel do juniorských týmů Slavie Praha. Za Slavii debutoval 21. listopadu 2015 proti Slovácku, když v 90. minutě vystřídal Zmrhala. Za Slavii si už zahrál pouze v předkole Evropské ligy, a pro sezonu 2016/17 zamířil na hostování do Karviné. V dresu Karviné si připsal i první ligový gól, když v 82. minutě utkání 28. kola zařídil remízu proti Spartě.

### Zlín
V létě 2017 přestoupil do Zlína. Na podzim ale neodehrál jedinou minutu a pro jarní část sezony zamířil na hostování do Jihlavy. V Jihlavě odehrál prvních šest utkání, poté už do hry nezasáhl. V sezoně 2018/19 byl členem základní sestavy Zlína a do hry se zapojoval jako pravý obránce, levý i pravý záložník a několikrát nastoupil na pozici ofenzivního záložníka.

### Jablonec
V červenci 2019 pak přestoupil do Jablonce, kde podepsal na čtyřletou smlouvu.